# PHYHIPL
PHYHIPL (англ. Phytanoyl-CoA 2-hydroxylase interacting protein like) – білок, який кодується однойменним геном, розташованим у людей на короткому плечі 10-ї хромосоми. Довжина поліпептидного ланцюга білка становить 376 амінокислот, а молекулярна маса — 42 486.
| 10         |  | 20         |  | 30         |  | 40         |  | 50         |
| ---------- |  | ---------- |  | ---------- |  | ---------- |  | ---------- |
| MEVPRLDHAL |  | NSPTSPCEEV |  | IKNLSLEAIQ |  | LCDRDGNKSQ |  | DSGIAEMEEL |
| PVPHNIKISN |  | ITCDSFKISW |  | EMDSKSKDRI |  | THYFIDLNKK |  | ENKNSNKFKH |
| KDVPTKLVAK |  | AVPLPMTVRG |  | HWFLSPRTEY |  | TVAVQTASKQ |  | VDGDYVVSEW |
| SEIIEFCTAD |  | YSKVHLTQLL |  | EKAEVIAGRM |  | LKFSVFYRNQ |  | HKEYFDYVRE |
| HHGNAMQPSV |  | KDNSGSHGSP |  | ISGKLEGIFF |  | SCSTEFNTGK |  | PPQDSPYGRY |
| RFEIAAEKLF |  | NPNTNLYFGD |  | FYCMYTAYHY |  | VILVIAPVGS |  | PGDEFCKQRL |
| PQLNSKDNKF |  | LTCTEEDGVL |  | VYHHAQDVIL |  | EVIYTDPVDL |  | SVGTVAEITG |
| HQLMSLSTAN |  | AKKDPSCKTC |  | NISVGR     |  |            |  |            |

A: Аланін

C: Цистеїн

D: Аспарагінова кислота

E: Глутамінова кислота

F: Фенілаланін

G: Гліцин

H: Гістидин

I: Ізолейцин

K: Лізин

L: Лейцин

M: Метіонін

N: Аспарагін

P: Пролін

Q: Глутамін

R: Аргінін

S: Серин

T: Треонін

V: Валін

W: Триптофан

Кодований геном білок за функцією належить до фосфопротеїнів. 
Задіяний у такому біологічному процесі, як альтернативний сплайсинг. 